# Mitchell Docker
Mitchell Docker (ur. 2 października 1986 w Melbourne) – australijski kolarz szosowy.

## Najważniejsze osiągnięcia
2005
- 8. miejsce w Herald Sun Tour

2008
- 6. miejsce w Tour de Langkawi

2009
- 2. miejsce w Halle-Ingooigem
- 5. miejsce w Rund Um Die Nürnberger-Altstadt

2010
- 4. miejsce w Delta Tour Zeeland
  - 1. miejsce na 2. etapie
- 1. miejsce na 4. etapie Route du Sud
- 5. miejsce w Driedaagse van West-Vlaanderen

2011
- 6. miejsce w Gandawa-Wevelgem

2016
- 4. miejsce w Arnhem-Veenendaal Classic